# HOMELAND 11 blues
『HOMELAND 11 blues』（ホームランド・イレブン・ブルース）は、tacicaの4枚目のオリジナルアルバム。2013年7月17日にSME Recordsから発売された。

## 解説
前作『jibun』から約1年ぶり、フルアルバムとしては『sheeptown ALASCA』以来、約2年3ヶ月ぶりとなる。
テレビアニメ『NARUTO -ナルト- 疾風伝』オープニングテーマとなった初のタイアップ曲「newsong」を含む全11曲を収録。
タイトルにある「blues」は憂鬱（Blues）のことである。「11 blues」とは11曲の憂鬱な歌が収録されているという意味であり、フォークミュージックの1つであるブルースとの関連性はない。
歌詞カードには背表紙の2枚を含め、1ページにつき1枚、計13枚のポラロイド写真が印刷されているが、これらはすべてボーカル・ギターの猪狩翔一によって撮影されたものである。初回生産盤には三方背ケースが付属している。

## 収録曲
全作詞・作曲：Shoichi Igari、編曲：tacica, 湯浅篤
1. barefoot [1:20]
アルバムのイントロダクションとして作られた曲。
2. vase [4:12]
3. newsong（album ver.） [3:31]
6thシングル表題曲のアルバムバージョン(ミックス違い)。テレビ東京系アニメ『NARUTO -ナルト- 疾風伝』オープニングテーマ。
4. Co.star [3:57]
アルバム発売前に公表されていたリード曲。「小難しいことを色々とやるのではなく、シンプルでかっこいいものが出来たらな」という思いで作曲された。
5. 大陸 [4:32]
6. Empty Dumpty [4:22]
7. bearfoot [1:19]
「ここに再度イントロダクションを入れたい」という理由で、 1曲目の「barefoot」と同じメロディで作られた曲。猪狩曰く、「『barefoot』に毛が生えたような曲だから、熊の足ということで『bearfoot』」。
8. From the Gekkô [5:12]
アルバムでは最古の曲。本来はミニアルバム「jibun」に収録される予定だったが、納得のいく出来に仕上がらず、その時点で発表には至らなかった。「Gekkô」とは月光のことである。
9. Fool's Gold [4:11]
10. Mr. [4:18]
コードの響きから作られていった曲。
11. DAN [4:31]
猪狩がアメリカのドキュメンタリー映画「悪魔とダニエル・ジョンストン」を観たことがきっかけで作られた曲。タイトルの「DAN」とはこの映画の主人公でありアーティストのダニエル・ジョンストンのことである。